# Ich war zu Heidelberg Student (Film)
Ich war zu Heidelberg Student ist der Titel eines sechsaktigen deutschen, im Milieu der farbentragenden Studentenverbindungen angesiedelten Stummfilms aus dem Jahre 1927. Das Drehbuch schrieb Paul Beyer, Regie führte Wolfgang Neff. Besondere Charakteristik konnte der Tenor und Hauptdarsteller Franz Baumann entfalten. Weitere Darsteller waren unter anderen Wilhelm Diegelmann, Friedrich Benfer, Mary Kid, Eva Speyer und Hugo Döblin.

## Handlung
Die Oesterreichische Film-Zeitung Nr. 19 vom 5. Mai 1928 druckte auf Seite 22 folgende Inhaltsbeschreibung und -bewertung ab:

„Kurt, der Sohn des Sanitätsrats Münzer, bezieht nach bestandenem Abiturium die Universität Heidelberg, wo auch sein Vater einmal ein flotter Student gewesen und in die Lore verbrannt war, deren adelsstolze Mutter ihm jedoch die Hand des Mädchens verweigert hatte. Und nun fügt es das Schicksal, daß der Sohn bei der inzwischen um fünfundzwanzig Jahre älter gewordenen Lore Quartier bekommt. Sie hat eine Nichte bei sich, die niedliche Rose-Lotte. Was läge näher, als daß sich der junge Student in das Mädchen verliebt. Er argwöhnt aber, daß sie ihm seinen Jugendfreund Karl vorziehe. Aus Liebesgram fängt er an zu bummeln. Und eines Tages, in bezechtem Zustand, schlägt er dem Freunde ins Gesicht. Die Folge ist natürlich ein Zweikampf, bei dem Kurt nicht unerheblich verwundet wird. Er liegt im Wundfieber und wird von Rose-Lotte und deren Tante hingebend gepflegt. Und da erkennt er, daß das Mädchen nur ihn liebt.
Sein Vater, der Sanitätsrat, kommt einer Verabredung gemäß nach Heidelberg und ist erstaunt, den Sohn nicht auf dem Bahnhofe zu finden. Als er dann auf der Hotelterrasse Karl findet, der ihm ausweichen will, doch von dem Sanitätsrat gestellt wird, erfährt er, was sich zugetragen. Und er, der ‘Alte Herr’ der ‘Vandalen’, hat Mühe, den jungen ‘Westphalen’ zu beruhigen. Bald darauf steht der Sanitätsrat am Krankenbette des Sohnes - und findet seine Lore von einst; und sieht, wie es um seinen Jungen und die Rose-Lotte steht. Was Wunder wenn ihm da ein bißchen weich zu Mute wird und er zur Laute greift und das Lied anstimmt “Ich war zu Heidelberg Student!” und daß er selbst wieder jung wird. Als sie dann nach Kurts Genesung auf dem Altan des alten Heidelberger Schlosses alle beisammen sind, auch Karl, der Jugendfreund, kommandiert der alte Sanitätsrat das Lied “Alt Heidelberg Du Feine”.
Das ist sehr hübsch und sehr wirksam und wird, allen voran von Mary Kid, vorzüglich gespielt. Die Photographie ist sehr gut und die Szenerie von Heidelberg bezaubernd.“

## Produktionsnotizen
Die Produktion der Berliner F.P.G. Film-Produktions-Gemeinschaft GmbH des Peter Heuser wurde von Emil Schünemann fotografiert, lag der Reichsfilmzensur am 28. Juni 1927 in der Originallänge von 2164 Metern vor und wurde unter der Prüf-Nr. B.15990 genehmigt. Die Uraufführung fand am 1. Juli 1927 im Ufa-Theater Turmstraße in Berlin statt.
Die Illustrationsmusik stellten der Komponist Walter Bransen und der Kapellmeister Gustav Gold vom Berliner Kino „Mozartsaal“ zusammen, der sie bei der Uraufführung auch dirigierte.
Dem Film lag das gleichnamige populäre Studentenlied zugrunde, um das herum das Filmgeschehen geschrieben wurde. Die Weise desselben wurde im Jahre 1892 von Otto Lob komponiert, der Text bereits vor 1892 von Jakob Loewenberg verfasst.
Er verkörperte wie eine Reihe anderer Filme aus dieser Zeit eine filmische ‚Heidelberg-Romantik‘.